# Breguzzo
Breguzzo (Bregucc in dialetto locale) è una frazione di 569 abitanti del comune di Sella Giudicarie, nella provincia di Trento.
Fino al 31 dicembre 2015 ha costituito un comune autonomo, prima di essere aggregato nel nuovo comune assieme ai comuni di Bondo, Lardaro e Roncone.

## Storia

### Simboli
Il comune aveva un proprio stemma e un gonfalone approvati con D.G.P. del 1º settembre 1989.
Stemma
Ornamenti: A destra una fronda d'alloro fogliata al naturale fruttifera di rosso; a sinistra una fronda di quercia fogliata e ghiandifera al naturale legate da un nastro d'oro.»
Gonfalone

## Monumenti e luoghi di interesse

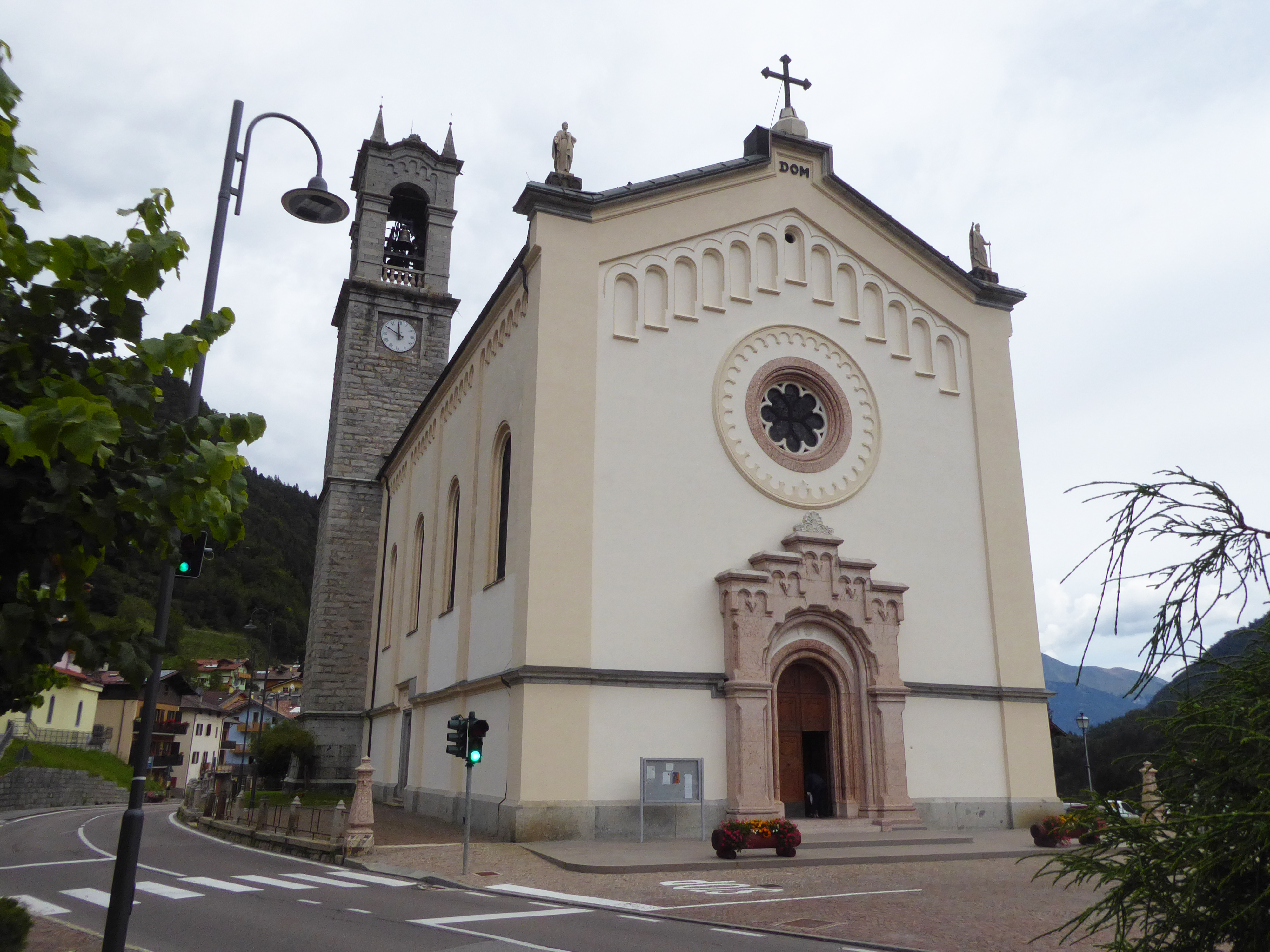
La chiesa di Sant'Andrea

- Chiesa di Sant'Andrea, risalente al XIII secolo
- Cappella delle Sante Anime Purganti, documentata nel 1839[7]

## Amministrazione

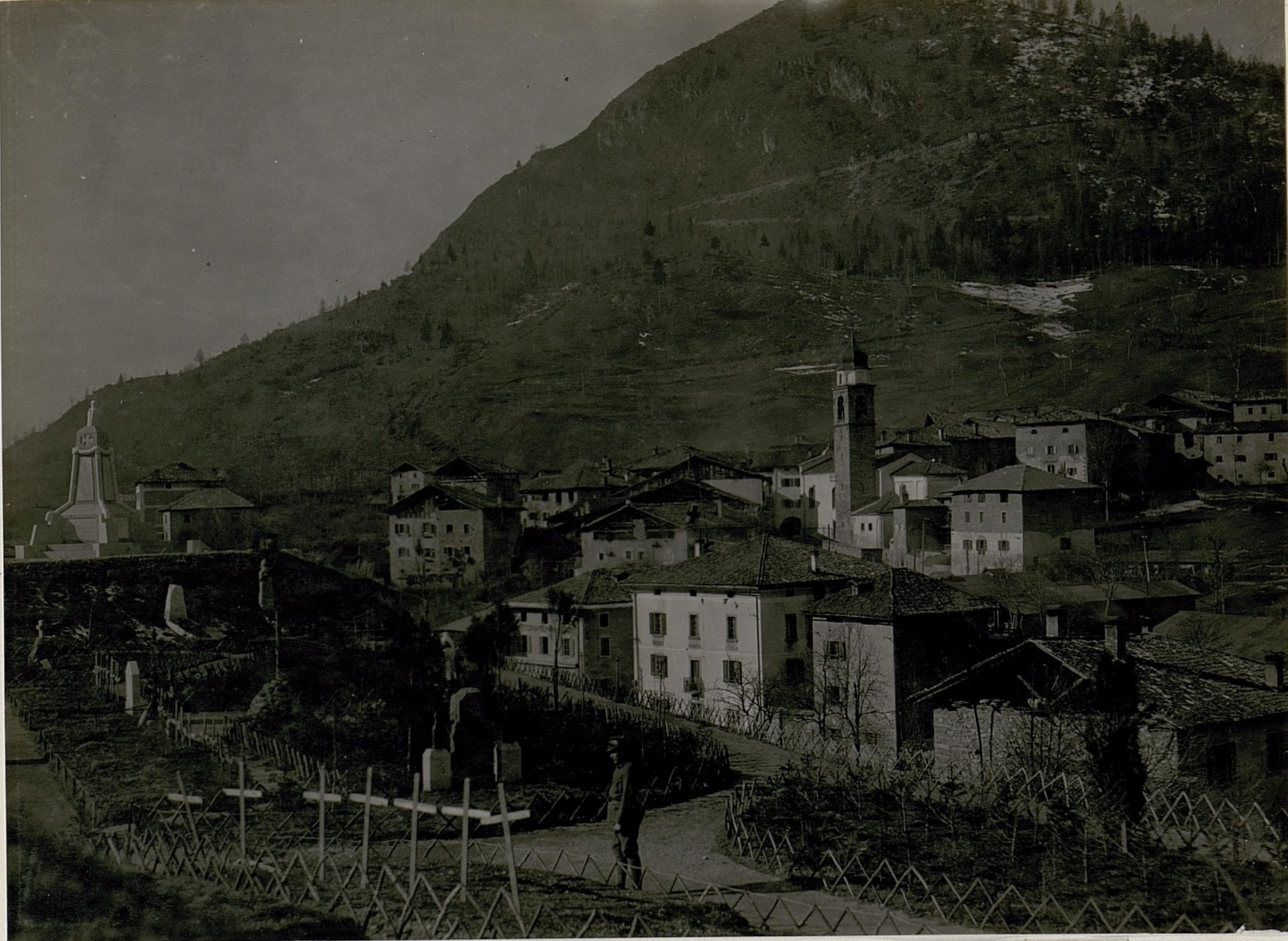
Vista del paese nel 1918

## Società

### Evoluzione demografica
Abitanti censiti